# Moustiquaire
 (août 2022).
Si vous disposez d'ouvrages ou d'articles de référence ou si vous connaissez des sites web de qualité traitant du thème abordé ici, merci de compléter l'article en donnant les références utiles à sa vérifiabilité et en les liant à la section « Notes et références ».

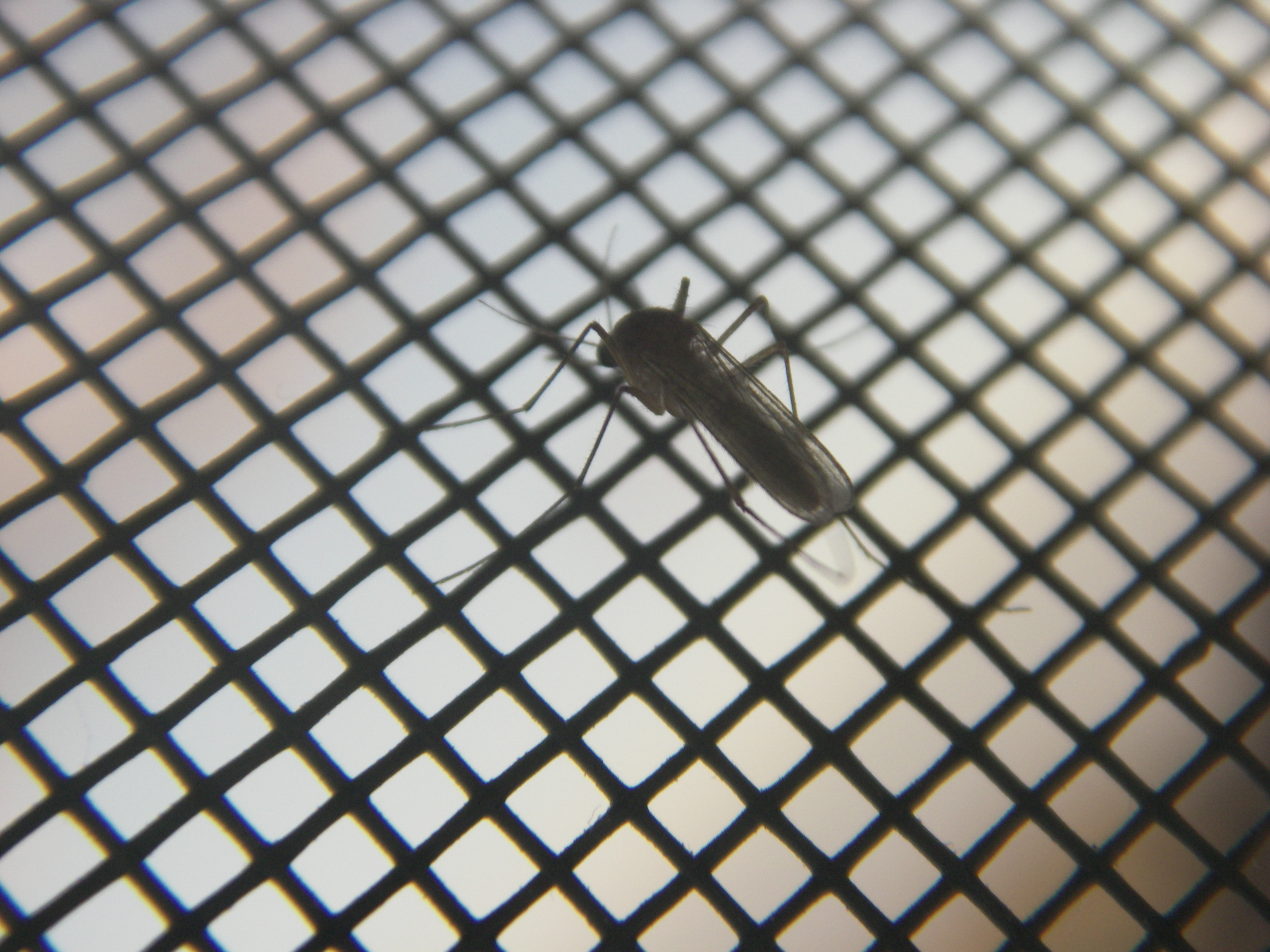
La moustiquaire protège de l'intrusion d'insectes réputés pour véhiculer des microbes sur la nourriture ou dans l'habitat humain (ici un moustique).

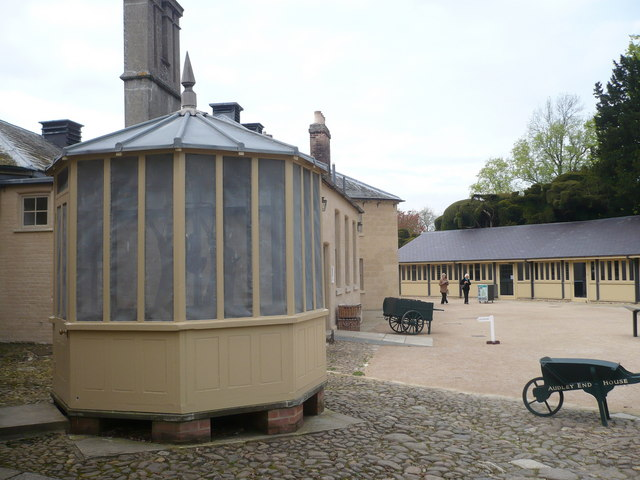
Moustiquaire en grillage sur un garde-manger à gibier.

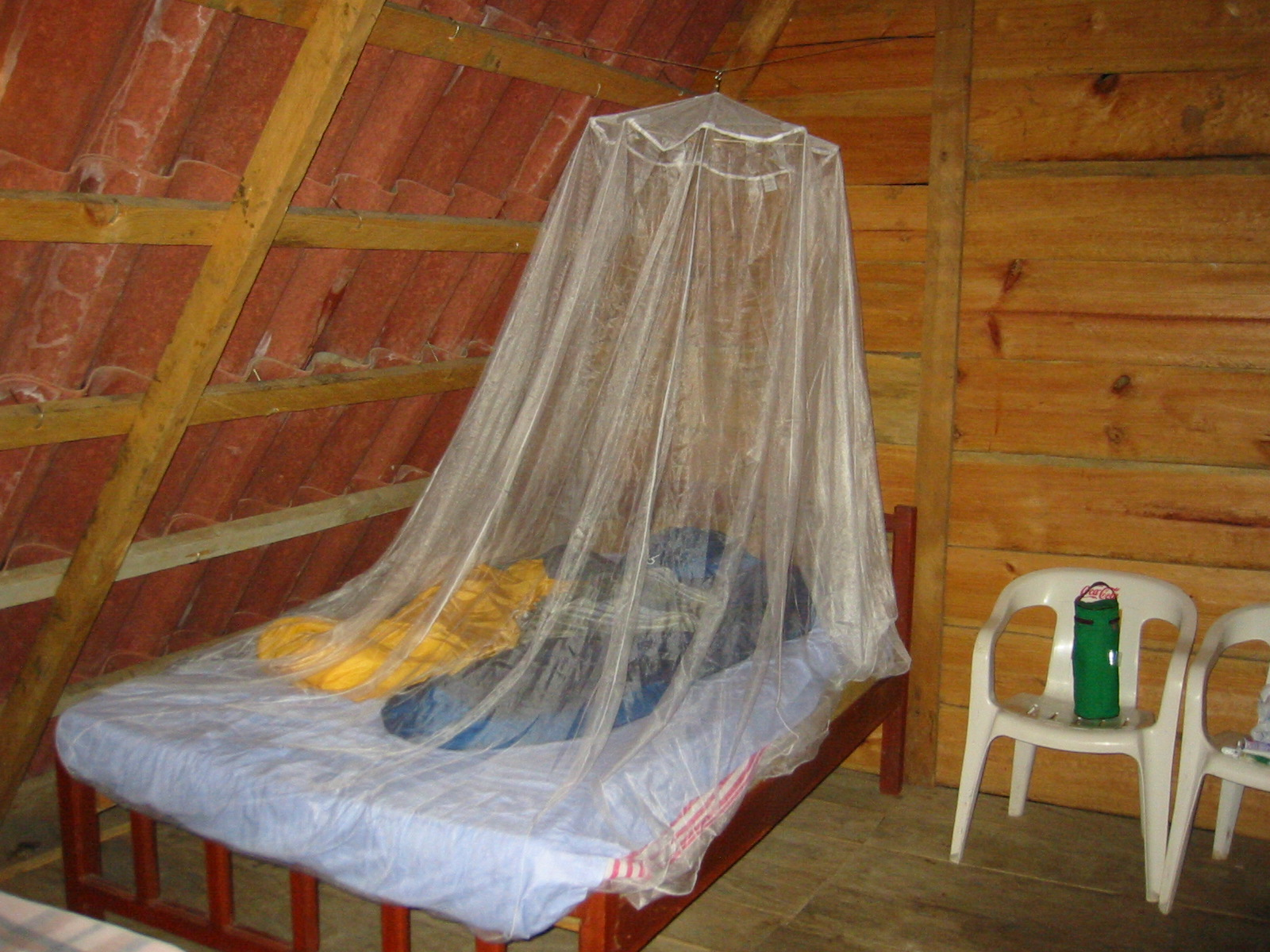
Moustiquaire au-dessus d'un lit.

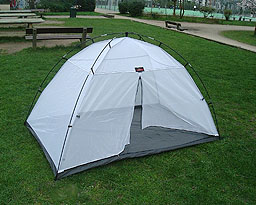
Moustiquaire intégrée d'une tente.

Une moustiquaire est un écran en ajouré fait de fin grillage en métal, plastique ou fibre de verre ou de tissu à mailles fines, tels que la gaze ou la tulle, conçu pour empêcher les moustiques et autres animaux indésirables de pénétrer dans les locaux ou les lieux de stockage. On l'adapte aux cadres des fenêtres et des portes que l'on veut laisser ouvertes, on les utilise aussi pour envelopper les lits ou pour protéger les bouches d'aération des garde-manger, placards, etc.
En zone tropicale, Afrique notamment, la moustiquaire est devenue l'outil majeur de la prévention du paludisme ; et probablement le plus rentable. Non seulement elle prémunit des piqûres de moustiques, mais elle tue les moustiques attirés par le corps humain (plus ou moins selon sa teneur en produits chimiques et selon le degré de résistance du moustiques aux pesticides utilisés). Cependant, elle tend à perdre son efficacité alors que les moustiques deviennent de plus en plus résistants aux pyréthrinoïdes dans toute l’Afrique.

## Utilisation
C'est un accessoire particulièrement utile comme protection des humains contre les insectes vecteurs de maladies (Fièvre jaune, malaria, etc.), notamment dans les pays où ces maladies sont endémiques. Les moustiquaires sont donc un élément important en camping.
C'est aussi une protection contre les larves de mouches (asticots) ou de mites, les petits rongeurs et autres animaux nuisibles pour les provisions alimentaires ou la conservation des objets, mais le matériau (filet à maille fine) ne doit pas être mis en contact avec la nourriture, car certains insectes peuvent pondre leurs oeufs au travers des mailles, souiller la nourriture et certaines moustiquaires sont imprégnées de pesticides (voir ci-dessous).

### Moustiquaires imprégnées
Dans les zones à risque, les moustiquaires sont parfois imbibées d'un répulsif, d'un insecticide chimique ou de spores de champignons pathogènes pour les insectes tels Metarhizium anisopliae ou Beauveria bassiana.
Les premiers exemplaires de moustiquaires imprégnées en insecticides datent de 1983. Elles permettent de pallier les défauts d'étanchéité (par brêche mécanique ou par mauvaise utilisation). Les modèles initiaux utilisaient des pyréthrinoïdes comme insecticide et répulsif. Ils devaient être étalés manuellement sur la toile du moustiquaire et étaient de courte durée de vie, devenant chimiquement inefficace après quelques lavages. Depuis les années 2000, l'imprégnation de la fibre en pofondeur lors du processus de fabrication a porté leur durée d'efficacité annoncée à plusieurs années.
Dans des pays ou régions pauvres, en zone tropicale notamment, des moustiquaires imprégnées d’insecticide (MII) ont été largement diffusées, car très efficaces pour lutter contre le paludisme, mais elles perdent de leur efficacité (un nombre croissant de souches de moustiques et autres vecteurs de maladies sont devenues résistantes aux pyrétrhynoïdes. Cela reste cependant un élément important pour la prévention du paludisme. Des moustiquaires pré-imprégnées de plusieurs pesticides (ex carbamates) sont testées, mais sans garanties qu'il n'y ait pas de nouvelle adaptation de la part des insectes, et avec le problème d'une toxicité accrue pour les humains (bébés et enfants notamment)
Un autre problème est que ces moustiquaires sont abusivement et trop souvent détournées de leur usage, pour être converties en filets de pêche (dans le monde entier). Or, les pyréthrinoïdes qui les imprègnent sont toxiques pour de nombreux organismes à sang froid aquatiques et des milieux humides, où ce type de pêche peut donc mettre en péril la pérennité des pêcheries et la santé humaine (notamment en diminuant les stock de poissons et d'amphibiens mangeurs de moustiques). Selon Larsen et al. (2021) : si la toxicité humaine des insecticides pyréthrinoïdes qui imprègnent ces moustiquaires est classiquement jugée faible pour l'Homme, « des progrès scientifiques récents ont montré que l’exposition aux pyréthrinoïdes est associée à de nombreux problèmes de santé humaine, notamment des troubles neurocognitifs du développement, du diabète et des maladies cardiovasculaires. Bien que l’on sache que la pêche à la MII est répandue, les implications pour les pêcheries et les communautés humaines sont sous-étudiées et peuvent être graves ».
Une étude, faite en laboratoire, a comparé le comportement d'approche et de repas de 328 moustiques femelles (Anopheles gambiae) en vol libre à la recherche de leur repas sanguin (ici aspiré dans la main d'humains volontaires, présentant des attractivités variables pour les moustiques). Les repas de sang se faisaient au travers des mailles de moustiquaires (respectivement non traitées, ou au contraire imprégnées d'un insecticide (MII) ; l'insecticide etant un pyréthrinoïde. 
Les durées de comportements du moustique (incluant le knockdown et la mortalité à 1 h et 24 h post-exposition) ont été enregistrés, d'une part pour des moustiques sensibles et d'autre part pour des moustiques résistants aux pyréthrinoïdes. La réponse des moustiques à la proximité de la main (pouce appliqué contre la moustiquaire) n'a pas significativement varié dans le cas des moustiquaires non traites, ni selon qu'il s'agissait d'un moustique résistant ou non. Par contre la durée de l'interaction a été réduite, et le moment du début des interactions avec la moustiquaire a été retardés dans les cas où la moustiquaire était traitée.
- la durée du repas sanguin a chuté (de 37 à 50 %, atteignant - en moyenne - de 2.59 à 4.72 minutes pour les moustiques sensibles et 4.2 minutes pour les moustiques résistants (P = 0.01).
- le contact total avec les moustiquaires a été réduit de 50 % sur la moustiquaire traitée.
- la durée écoulée avant le premier contact étaient similaires entre moustiquaires traitées et non traitées (P > 0.2), et aucun effet de répulsion spatiale n'a été détecté.

Après le premier contact, le repas sanguin débutait plus tard avec Olyset (P = 0.0009) et PermaNet (P = 0.0058) comparé aux moustiquaires non traitées.
Dans les années 2000, face aux résistances des moustiques aux pesticides, l'utilisation de moustiquaires « non traitées » reprend de son intérêt. Selon l'imprégnation par des pyréthrinoïde reste souhaitable là où les vecteurs u sont encore suffisamment sensibles, mais cette imprégnation « n'est plus universellement nécessaire et doit être réexaminé en même temps que d’autres attributs, par exemple la durabilité, la couverture, l’acceptabilité et l’accès (aux moustiquaires) ». Imbiber les moustiquaires d'autres insecticide ou d'un mélange de plusieurs pesticides agissant synergiquement pourrait temporairement sembler utile, mais pour Fredros Okumu (2020), « leur performance, leurs coûts plus élevés et leurs calendriers d’innovation prolongés ne justifient pas de mettre l’accent sur les insecticides ».

## Culture
Dans la mythologie japonaise, l'Amikiri, littéralement « coupeur de filet » est une créature qui coupe les filets de pêche ou les moustiquaires.
Au Québec et en Belgique, le mot « moustiquaire » est souvent masculin, probablement parce qu'il remplace « écran ou rideau moustiquaire », alors qu'il est féminin en France.
En Europe, les moustiquaires utilisées comme écran dans une fenêtre sont assez peu utilisées. Pour empêcher les insectes d'entrer par une porte, on utilise encore souvent un rideau fait de cordelettes sur lesquelles on a enfilé des billes ou autres perles ; en bougeant par le vent ou autrement, les billes s'entrechoquent et font écran aux insectes.
Le photographe malien Mohamed Camara utilise les moustiquaires pour les décors de ses photographies.
La Cuisine des moustiquaires est une parodie de l'émission La Cuisine des mousquetaires de Maïté.